# 五洋インテックス
五洋インテックス株式会社（ごようインテックス、英: GOYO INTEX CO., LTD ）は、愛知県小牧市に本社を置いていた商社。

## 概要
カーテンなどを扱うインテリア専門の商社であるが、カーテンの独自ブランドの展開も行っていた。かつてはJASDAQにも上場していた。

### 上場廃止・事業停止に至った経緯
東京証券取引所は2020年3月12日に、過去の不適切会計や内部管理体制が不十分として、五洋インテックスを特設注意市場銘柄に指定した。
五洋インテックスは2021年3月12日に1回目の内部管理体制確認書を提出したが、東京証券取引所による内部管理体制確認書の審査の結果、改善計画において虚偽記載が行われていた事、特設注意市場銘柄の指定から11か月を経過しても改善計画が進展していない事、五洋インテックスは内部管理体制やコンプライアンス自体を十分に理解していないことが明らかとなった。
1回目の内部管理体制確認書の内容確認を受け、東京証券取引所は2021年6月18日に、五洋インテックスを監理銘柄（審査中）に指定。同年6月25日に内部管理体制が改善される見込みがないとして、五洋インテックスに対して上場廃止の決定を下し、五洋インテックス株式は同年7月26日に上場廃止となった。特設注意市場銘柄で、1回目の内部管理体制確認書の審査結果による上場廃止は、2017年5月に上場廃止となったフード・プラネット（東証二部、2017年6月破産）以来2社目となり、2013年8月9日に実施された有価証券上場規程改正後で、内部管理体制確認書の審査結果による上場廃止は、2015年12月に上場廃止となったエル・シー・エーホールディングス（東証二部、2回目の内部管理体制確認書の審査結果により上場廃止）、2017年5月に上場廃止となったフード・プラネットに次いで、五洋インテックスが3社目となった。五洋インテックスの上場廃止は、フード・プラネットと同様、1回目の内部管理体制確認書の内容確認による監理銘柄（審査中）の指定から7日後に上場廃止の決定が下されるという結果となった。
2022年6月29日に株式の併合を実施した他、2022年7月1日には本社を東京都中央区から愛知県小牧市へ移転した他、東京ショールームも同年7月22日に閉鎖した。特設注意市場銘柄指定中に会計監査人に就任したフロンティア監査法人も、五洋インテックスが上場廃止に伴う会計監査人設置会社を廃止した事に伴い、同年7月7日に会計監査人を退任し、後任の会計監査人には青木伸文公認会計士事務所が就任した。
上場廃止後も最終赤字が続き、2022年3月期は2期連続の債務超過となるなど業績は悪化。このため五洋インテックスは、2023年5月9日に事業を停止した。事業停止の発表は公式サイトでは発表されず、SNSでは「電話がつながらない」などの投稿があったという。

## 沿革
- 1979年3月30日 - 「五洋産業株式会社」として設立[11]。
- 1988年1月 - 株式会社インハウスを子会社化[11]。
- 1993年4月 - 「五洋インテックス株式会社」に商号を変更[11]。子会社であった株式会社インハウスを吸収合併[11]。
- 1996年10月15日 - 日本証券業協会（現・JASDAQ）に株式を店頭登録[11]。
- 2004年12月 - ジャスダック証券取引所に株式を上場[11]。
- 2008年4月14日 - アイカ工業株式会社と資本・業務提携。
- 2010年
  - 11月22日 - 株式会社ファインモードインターナショナルと業務提携契約を締結[12]。
  - 12月 - アイカ工業株式会社との資本・業務提携を解消。
- 2016年
  - 2月 - DSA JAPAN株式会社を設立[11]。
  - 6月 - 株式交換により株式会社レックアイを子会社化[11][13]。
- 2017年
  - 7月 - 株式会社キュアリサーチを設立[11]。
  - 10月 - 株式会社レックアイの全株式を譲渡[11][13]。
  - 12月 - DSA JAPAN株式会社の清算結了[11]。
- 2019年
  - 6月 - 株式会社キュアリサーチの株式を譲渡[11]。
  - 7月12日 - MNC株式会社（現・五洋亜細亜株式会社）を子会社化[14]。
- 2020年
  - 3月12日 - 内部管理体制などが不十分として、東京証券取引所から特設注意市場銘柄の指定を受ける[15]。
  - 9月 - 本社を愛知県小牧市から東京都中央区へ移転。
- 2021年
  - 6月18日 - 1回目に提出した内部管理体制確認書の内容確認の結果、東京証券取引所から監理銘柄（審査中）の指定を受ける[6]。
  - 6月25日　- 東京証券取引所から、内部管理体制が改善される見込みがないとして、上場廃止の決定を受ける[16][1]。
  - 7月26日 - JASDAQ上場廃止。
- 2022年7月1日 - 本社を東京都中央区から愛知県小牧市へ再移転。
- 2023年5月9日 - 事業停止。

## 営業拠点
事業停止時点のもの。
- 本社・名古屋支店（愛知県小牧市）[17]
- 東京支店（横浜市港北区）[17]
- 大阪支店（大阪市中央区）[17]

## 関連会社
- 株式会社イフ
- 五洋亜細亜株式会社